# Jejus internationella flygplats
Jeju International Airport (IATA: CJU, ICAO: RKPC) är den näst största flygplatsen i Sydkorea. Flygplatsen ligger i staden Jeju på ön Jeju. Flygplatsen öppnade 1968.